# Mandaru
Mandaru (w transliteracji z pisma klinowego Man-da-ru) – król Asyrii, w Asyryjskiej liście królów wymieniony jako jeden z 17 królów, którzy mieszkali w namiotach.